# Alexander Nikolajewitsch Saizew
Alexander Nikolajewitsch Saizew (russisch Александр Николаевич Зайцев, wiss. Transliteration Aleksandr Nikolaevič Zajcev; * 15. Juni 1935; † 31. Oktober 1971 in Wladiwostok) war ein sowjetischer Schachspieler.
Der Elektroingenieur Alexander Saizew wurde 1965 Internationaler Meister. Im Jahre 1967 erhielt er den Großmeistertitel und war damit der erste Schachspieler aus dem Fernen Osten, der diesen Titel errang. Erste größere Erfolge erreichte er ab 1953 mit ersten bis dritten Plätzen in der Jugendmeisterschaft der Russischen Föderativen Sowjetrepublik. Zwischen 1954 und 1959 war Saizew gleichzeitig Regionalmeister des Gebietes Primorje. Im Jahre 1968 erspielte sich Saizew den Meistertitel der RSFSR. Er war viermaliger Finalist um den Titel eines sowjetischen Schachmeisters, den er jedoch nie erreichte. Seine beste Platzierung war dabei 1968 ein gemeinsamer erster Platz mit Lew Abramowitsch Polugajewski, gegen den er dann im Stichkampf um den Titel mit 2,5:3,5 unterlag.
Saizew bevorzugte ein aktives Stellungsspiel, das von Michail Tal als äußerst interessant bezeichnet wurde, da Saizew in seiner kreativen Spielweise weder bei Eröffnungen noch im weiteren Spielverlauf schablonenhafte Standards gebrauchte.

## Todesdatum, Todesursache
In The Penguin Encyclopedia of Chess (Harry Golombek) ist als Sterbedatum der 8. November 1971 angegeben. Als Todesursache wurden Komplikationen bei einer Operation am Fuß genannt. Der GM-Titel 1967 und das Todesdatum 8. November 1971 sind ebenfalls im FIDE Golden book angegeben.